# Cerith Wyn Evans
Cerith Wyn Evans (Llanelli, Reino Unido, 1958) é um artista britânico.

## Biografia
Evans iniciou sua carreira fazendo filmes experimentais de curta-metragem após estudar na St Martin’s School of Art em Londres e concluir em 1984 o mestrado em artes, com ênfase em filmes e vídeo, no Royal College of Arts, também na capital inglesa. Durante esse tempo, trabalhou como assistente do cineasta Derek Jarman e deu aulas por seis anos na Architectural Association. Mudou de área nos anos 1990, ao começar a trabalhar com esculturas e instalações, filmes, fotografia, neon e pirotecnia. Embora pareça haver uma divisão entre seus primeiros trabalhos como cineasta e seus trabalhos mais recentes com esculturas e instalações, Wyns Evans refere-se a seus três primeiros filmes como "esculturas", documentando "lugares concebidos para formas particulares de ação". Para sua exposição inaugural na galeria White Chapel, em Londres, Wyn Evans criou a instalação Inverse Reverse Perverse (1996), consistindo num grande espelho côncavo que revelava reflexos em close-up distorcidos e punha de cabeça para baixo as adjacências mais distantes. Em 2000, Wyn Evans apresentou Cleave 00 como parte da exposição "William Blake" no Tate Britain. Para esta instalação, fragmentos de texto de Blake eram escolhidos aleatoriamente por um computador, transformados em código Morse e então refratados por um enorme globo espelhado, para criar um padrão desorientador e espiralado de luzes movendo-se entre pessoas, plantas e paredes.